# André Sehmisch
André Sehmisch, né le 27 septembre 1964 à Steinheidel-Erlabrunn, est un biathlète est-allemand, puis allemand. Il a notamment gagné la Coupe du monde en 1986 et deux fois champion du monde de relais.

## Biographie
André Sehmisch connaît une carrière junior couronnée de succès avec deux titres aux Championnats du monde de la catégorie sur l'individuel en 1983 et 1984. En 1985, il gagne sa première médaille aux Championnats du monde avec celle d'argent en relais avant de monter sur son premier podium individuel en Coupe du monde à Holmenkollen. 
Aux Championnats du monde 1986, il réalise sa meilleure performance en compétition internationale, gagnant trois médailles aux Championnats du monde, avec l'argent au relais et au sprint et le bronze à l'individuel. Ensuite, il s'impose sur le sprint de Lahti et s'assure le gain du classement général de la Coupe du monde, grâce notamment à cinq autres podiums. Il continue la domination des biathlètes allemands, toujours vainqueurs de la Coupe du monde jusque là. 
En 1987, il devient champion du monde de relais et décroche une médaille de bronze sur le sprint.
Aux Jeux olympiques d'hiver de 1988, il est cinquième du sprint et du relais et septième de l'individuel. Il est champion du monde de relais pour une deuxième fois en 1989. Lors de la saison 1989-1990, il entame l'hiver par une victoire à l'individuel d'Obertilliach, sa deuxième et dernière victoire individuelle et conclut par une ultime médaille de bronze en relais aux Championnats du monde.
En 1990-1991, il intègre l'équipe d'Allemagne nouvellement réunifiée pour sa dernière saison dans l'élite du biathlon.

## Palmarès

### Championnats du monde
| Nationalité | RDA                               | RDA                                | RDA                                | RDA                                | RDA                                | Allemagne    |
| Épreuve     | 1985 à Ruhpolding                 | 1986 à Oslo                        | 1987 à Lake Placid                 | 1989 à Feistritz                   | 1990 à Minsk, Oslo, et Kontiolahti | 1991 à Lahti |
| ----------- | --------------------------------- | ---------------------------------- | ---------------------------------- | ---------------------------------- | ---------------------------------- | ------------ |
| Individuel  | 11e                               | Médaille d'argent, Coupe du Monde  | 23e                                | -                                  | 28e                                | 11e          |
| Sprint      | 15e                               | Médaille de bronze, Coupe du Monde | Médaille de bronze, Coupe du Monde | 15e                                | -                                  | -            |
| Relais      | Médaille d'argent, Coupe du Monde | Médaille d'argent, Coupe du Monde  | Médaille d'or, Coupe du Monde      | Médaille d'or, Coupe du Monde      | Médaille de bronze, Coupe du Monde |              |
| Par équipes | Épreuve inexistante à cette date  | Épreuve inexistante à cette date   | Épreuve inexistante à cette date   | Médaille de bronze, Coupe du Monde | -                                  | 4e           |

### Coupe du monde
- Vainqueur du classement général en 1986.
- 18 podiums individuels : 2 victoires, 7 deuxièmes places et 9 troisièmes places.

#### Liste des victoires
2 victoires :
| Saison    | Date             | Lieu         | Discipline       |
| --------- | ---------------- | ------------ | ---------------- |
| 1985–1986 | 9 mars 1986      | Lahti        | 10 km sprint     |
| 1989–1990 | 14 décembre 1989 | Obertilliach | 20 km individuel |